# Guillaume Bautru de Serrant

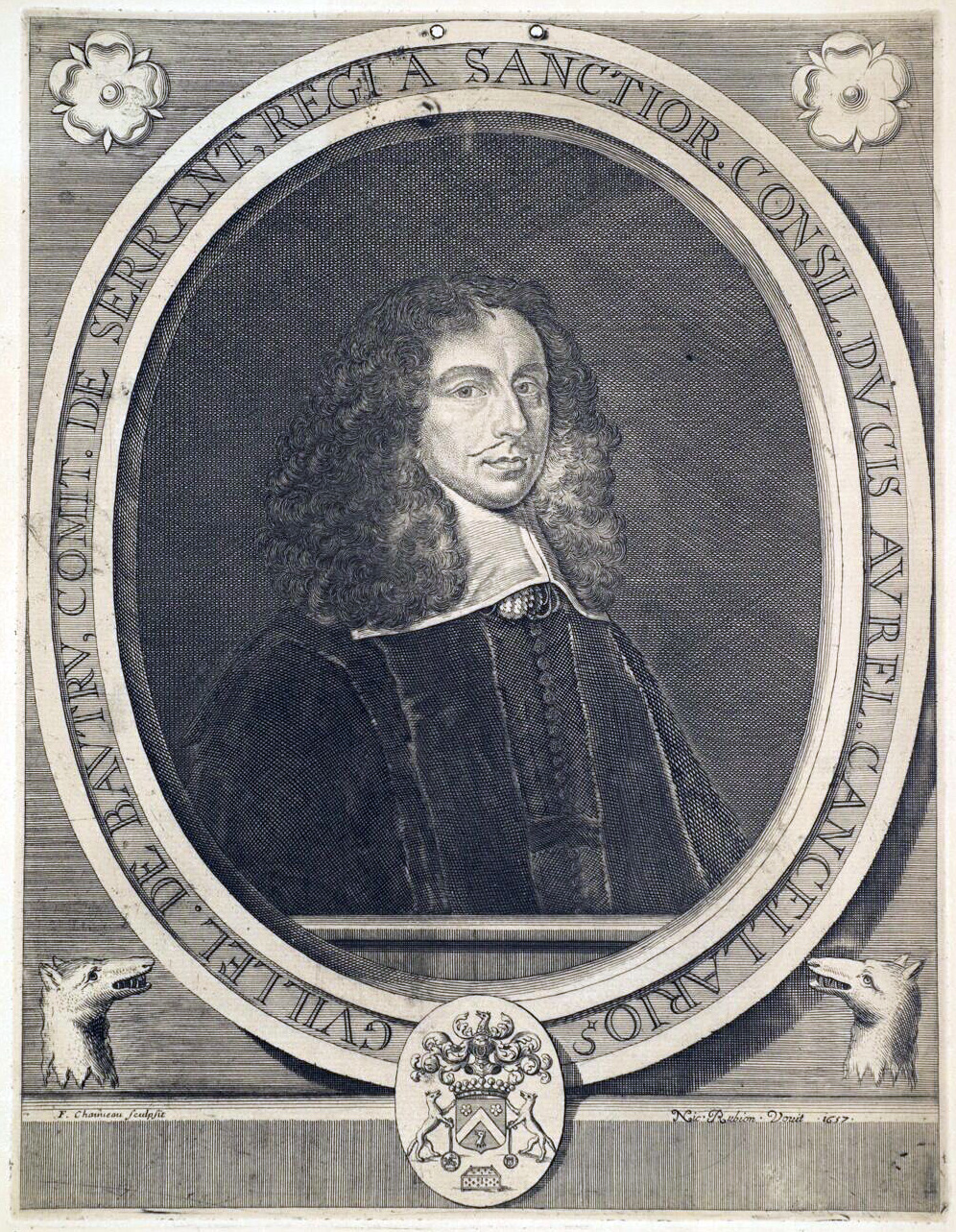
Guillaume Bautru, Graf von Serrant (1657)

Guillaume Bautru de Serrant (* 1588 in Angers; † 7. März 1665 in Paris) war ein französischer Staatsdiener, Diplomat, satirischer Dichter und Gründungsmitglied der Académie française.

## Leben
Guillaume Bautru, Herr von Louvaines und Baron von Segré, war der Sohn eines Staatsrats und Berichterstatters der königlichen Kanzlei und Bruder von Nicolas Bautru (gestorben 1661), Graf von Nogent, Marquis von Tremblay-le-Vicomte. Seit 1624 Günstling von Kardinal Richelieu, diente er unter Ludwig XIII. und Ludwig XIV. als Staatsrat und Verantwortlicher für die Einführung von Botschaftern bei königlichen Audienzen. In dieser Funktion empfing und begleitete er unter anderem eine 1635 vom Zürcher Bürgermeister Salomon Hirzel angeführte Gesandtschaft der reformierten eidgenössischen Orte. Ab 1650 stand Guillaume Bautru de Serrant als Kanzler im Dienst von Gaston de Bourbon, Herzog von Orléans, dem jüngeren Bruder Ludwigs XIII. Seine diplomatischen Gesandtschaften führten ihn zu Karl II. von England (1625), Philipp IV. von Spanien (1628, 1632) und zu Christina von Frankreich, Erzherzogin von Flandern (1629). Seine Staatstätigkeit, die er unter Mazarin fortsetzte, kam durch die Fronde zum Erliegen.

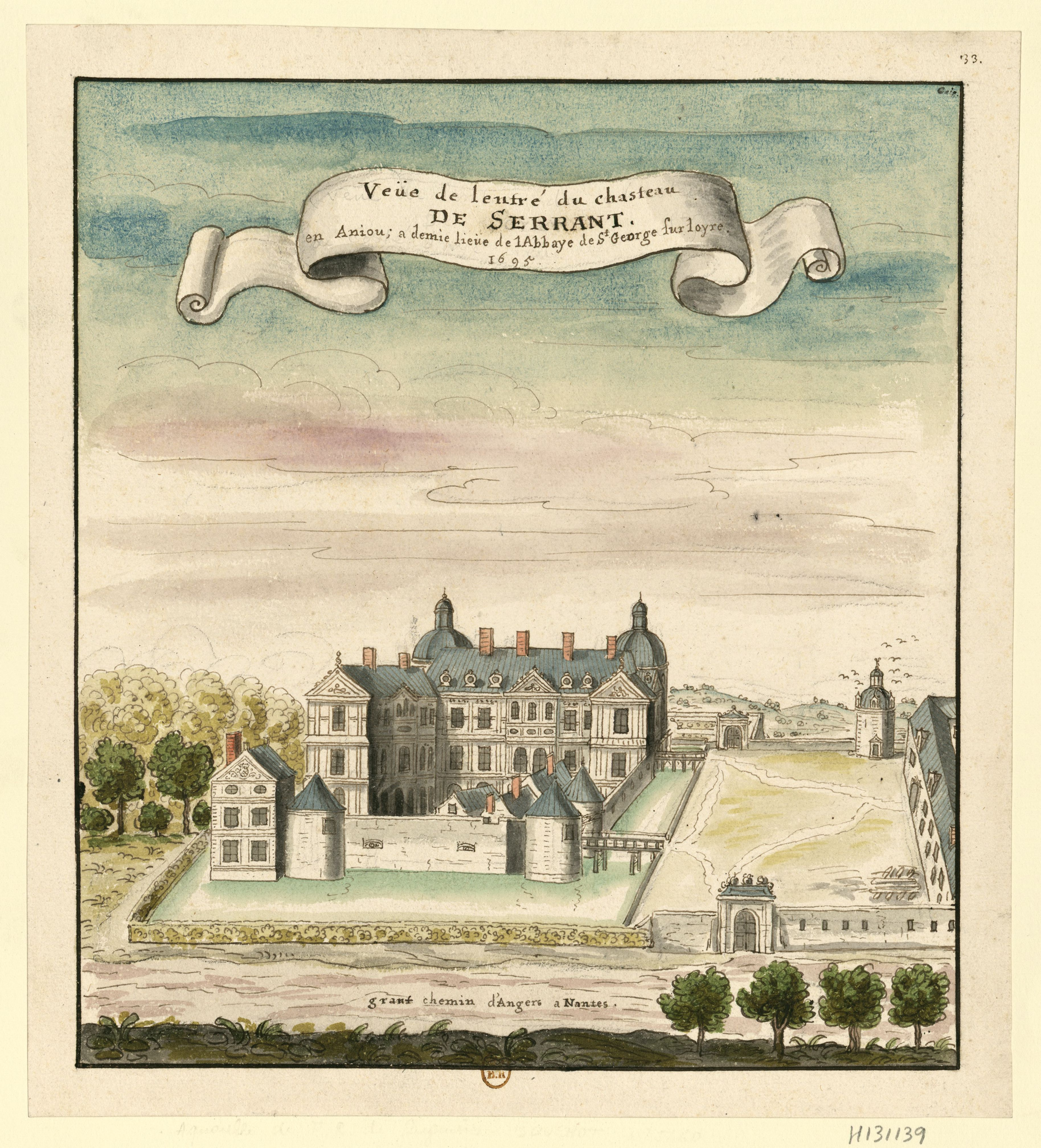
Château de Serrant, 1695

1634 begann Bautru de Serrant den Bau seines vom Pariser Stadtbaumeister Louis le Vau errichteten, herrschaftlichen Stadthauses (heute „Hôtel Colbert“).1636 erwarb er Schloss Serrant im Anjou, das er nach den Plänen von Hercule de Rohan ausbaute. Das Baronat, mit dazugehörigen Ländereien, hatte ihm Richelieu zum Dank für seine Dienste geschenkt. Das im Schloss erhaltene Grabmal, erstellt von Antoine Coysevox, erinnert an Nicolas Bautru de Nogent, Marquis de Vaubrun, seinen 1675 bei der Belagerung von Philippsbourg gefallenen Neffen.
Bautru verfasste satirische Schriften, wie „L'Ambigu“ (1616) und „L'Onozandre ou la croyance du grossier“ (1620), und war Gründungsmitglied der Académie Française, deren 15. Sessel er innehatte.
Der Philosoph Pierre Bayle schrieb über ihn: „Er war einer der schönen Geister des 17. Jahrhunderts. Er wurde wegen seiner treffenden Worte bewundert und für seine feine Schlagfertigkeit. Bei den Schriftstellern seiner Zeit findet man tausend Zeugnisse seines guten Rufes: ' Dies ist ein Mann', sagte einer von ihnen, 'der einen Teil seiner Philosophie darauf verwendet, nur sehr wenige Dinge zu bewundern, und der während 50 Jahren die Freude aller Minister, aller Günstlinge und überhaupt aller Großen des Königreichs war, ohne ihnen je zu schmeicheln'.“